# Apocheiridium fergusoni
Apocheiridium fergusoni är en spindeldjursart som beskrevs av Benedict 1978. Apocheiridium fergusoni ingår i släktet Apocheiridium och familjen dvärgklokrypare. Inga underarter finns listade i Catalogue of Life.